# Rückschwingdiode
Eine Rückschwingdiode ist eine antiparallel zum Ladekondensator (Glättungskondensator) des Gleichspannungs-Zwischenkreises eines Umrichters geschaltete Diode. Im Normalbetrieb ist diese Diode in Sperrrichtung geschaltet, an ihr liegt die Zwischenkreisspannung an und es fließt kein Strom durch sie.
Sie verhindert bei Kurzschluss im Zwischenkreis eine inverse Spannung am Kondensator und am Umrichter – der Kondensator bildet mit der Kurzschlussimpedanz einen Schwingkreis, dieser schwingt ansonsten hindurch, bis eine negative Spannung im Zwischenkreis auftritt.
Die Rückschwingdiode entlastet die in Umrichtern ohnehin vorhandenen Freilaufdioden. 
Kommt es zu einem Zwischenkreiskurzschluss, repräsentiert der Kurzschlusspfad eine sehr kleine Induktivität, der Zwischenkreiskondensator ist eine große, dazu parallele Kapazität. Somit entsteht ein Schwingkreis, in dem Strom und Spannung – angeregt durch den Schaltvorgang – gegeneinander schwingen. Das vollständige Durchschwingen (Spannung nach dem Nulldurchgang) wird ohne Rückschwingdiode bereits durch die Freilaufdioden im Umrichter auf deren Flussspannung begrenzt.
Die Freilaufdioden sind jedoch für eine derart hohe i2t-Belastung nicht ausgelegt, da sie im Normalfall nur den Betriebsstrom tragen müssen. Aus diesem Grund werden in Parallelschaltung zum gesamten Zwischenkreis, und damit auch zu den Freilaufdioden, Rückschwingdioden eingebaut, die einen großen Teil des Kurzschlussstroms aufnehmen.